# Larry Riley
Larry Riley ist ein US-amerikanischer Basketballfunktionär. Er war unter anderem General Manager der Golden State Warriors.

## Leben
Riley absolvierte ein Studium am Chadron State College, das er 1966 abschloss (und in deren Athletic Hall of Fame er 1993 berufen wurde). Er erlangte außerdem 1970 einen Masterabschluss in Pädagogik an der Southeast Missouri State University.
Zunächst war Riley als Co-Trainer an der Southeast Missouri State University (1969–1970), der University of Wisconsin–Milwaukee (1970–1973), dem Brevard Community College (1973–1974) und der Mercer University (1974–1976) tätig. Danach arbeitete er als Cheftrainer von 1976 bis 1978 an der Chadron State und von 1978 bis 1988 an der Eastern New Mexico University, wo er die Greyhounds trainierte. 2017 wurde er für seine dortigen Leistungen in die Hall of Honors der Eastern New Mexico University Athletics aufgenommen.
Zur NBA kam Riley durch seinen Einsatz als Co-Trainer, Scout und Video-Koordinator der Milwaukee Bucks von 1988 bis 1994. Anschließend war er von 1994 bis 1999 als Director of Player Personnel für die Vancouver Grizzlies tätig. Von 2000 bis 2006 war er Co-Trainer und Scout bei den Dallas Mavericks. Danach wechselte er zu den Golden State Warriors, wo er zunächst drei Spielzeiten als Co-Trainer und Assistant General Manager verbrachte. Im Jahr 2009 wurde er zum Nachfolger von Chris Mullin im Amt des General Managers der Golden State Warriors ernannt. Zu seinen dortigen Erfolgen zählt insbesondere, dass er 2009 Stephen Curry draftete. Ab 2012 war er Director of Scouting der Golden State Warriors. 2018 begann er als Berater bzw. Assistent des General Managers für die Atlanta Hawks zu arbeiten, seit 2022 ist er dort Scout.
Er lebt mit seiner Frau Renae zusammen. Sie haben zwei Kinder.